# Anomoloma
Anomoloma is een geslacht van schimmels behorend tot de familie Amylocorticiaceae. De typesoort is Anomoloma albolutescens.

## Soorten
Volgens Index Fungorum bestaat het geslacht uit zes soorten (peildatum maart 2023):
| Soortnaam               | Auteur(s)                       | Publicatiejaar |
| ----------------------- | ------------------------------- | -------------- |
| Anomoloma albolutescens | (Romell) Niemelä & K.H. Larss.  | 2007           |
| Anomoloma flavissimum   | (Niemelä) Niemelä & K.H. Larss. | 2007           |
| Anomoloma luteoalbum    | J. Song & B.K. Cui              | 2016           |
| Anomoloma myceliosum    | (Peck) Niemelä & K.H. Larss.    | 2007           |
| Anomoloma rhizosum      | Niemelä & K.H. Larss.           | 2007           |
| Anomoloma submyceliosum | J. Song & B.K. Cui              | 2016           |